# Eustala novemmamillata
Eustala novemmamillata är en spindelart som beskrevs av Cândido Firmino de Mello-Leitão 1941. 
Eustala novemmamillata ingår i släktet Eustala och familjen hjulspindlar. Inga underarter finns listade i Catalogue of Life.